# Ayşegül Acevit
Ayşegül Acevit (* 1968 in der Türkei) ist eine deutsch-türkische Publizistin und Buchautorin. Die Diplomsoziologin arbeitet als freie Journalistin beim WDR-Fernsehen und -Hörfunk.

## Leben
Acevit kam als Kleinkind mit ihren Eltern von der türkischen Schwarzmeerküste nach Deutschland. Sie wuchs im Ruhrgebiet auf und lebt heute in Köln. Nach ihrem Studium der Sozialwissenschaften absolvierte sie Volontariate beim Adolf-Grimme-Institut, dem Westdeutschen Rundfunk und dem Zweiten Deutschen Fernsehen.
Gemeinsam mit Birand Bingül ist sie Herausgeberin der im Jahre 2005 erschienenen deutsch-türkischen Geschichtensammlung Was lebst Du?, zu der sie auch eine größere Anzahl eigener Kurzgeschichten beisteuerte. Ihre zweite Buchveröffentlichung Zu Hause in Almanya (2008) enthielt dann ausschließlich eigene Geschichten über das Leben der Türken in Deutschland. Die Frauenzeitschrift Emma nannte Acevit im Zusammenhang mit dieser Veröffentlichung eine „Vermittlerin“ und rezensierte: „Kenntnisreich lässt die Autorin ihren Blick über beide Kulturen schweifen.“ Als Autorin schreibt sie für den Rundfunk die Skripte zu Radio-Features zu vorwiegend kulturellen Themen.